# NGC 7460
NGC 7460 је спирална галаксија у сазвежђу Рибе која се налази на NGC листи објеката дубоког неба.
Деклинација објекта је + 2° 15' 49" а ректасцензија 23h 1m 42,7s. Привидна величина (магнитуда) објекта NGC 7460 износи 12,8 а фотографска магнитуда 13,6. NGC 7460 је још познат и под ознакама UGC 12312, MCG 0-58-21, CGCG 379-23, IRAS 22591+0159, PGC 70287.